# Higher/Monster
「Higher/Monster」（ハイヤー/モンスター）は、LIL LEAGUE from EXILE TRIBEの2作目のシングル。2023年7月26日にrhythm zoneから発売された。

## 概要
DVD付初回生産限定盤と通常盤の2形態で発売。
「Higher」のミュージック・ビデオには、KID PHENOMENON、WOLF HOWL HARMONY、THE JET BOY BANGERZが出演。
「Monster」のコレオグラフィビデオには、ドラマ『転職の魔王様』の主人公が勤務する「シェパードキャリア」のメインセットを使い撮影された。

## 収録曲

### CD
1. Higher
作詞：SHOKICHI
作曲：Didrik Thott、Fredrik Thomander、TAKAROT
文化放送『レコメン!』週間エンディングテーマ[6]
2. Monster
作詞：SHOKICHI
作曲：SHOKICHI、Dirty Orange
関西テレビ放送・フジテレビ系列月10『転職の魔王様』オープニング曲[5]
3. GATEWAY
作詞・作曲：FAST LANE
4. YADA
作詞・作曲：FAST LANE

### DVD
1. Higher -Music Video-
2. Higher -Making Video-